# Барановський Ярослав Миколайович
Ярослав Миколайович Барановський — сержант Збройних сил України, учасник російсько-української війни, що загинув у ході російського вторгнення в Україну в 2022 році.

## Життєпис
Народився 1 березня 1992

## Військова служба
Ярослав Барановський ніс військову службу на посаді командира протитанкового відділення протитанкового взводу роти вогневої підтримки батальйону морської піхоти миколаївської 36-ї бригади морської піхоти.

## Нагороди
- орден «За мужність» III ступеня (2022, посмертно) — за особисту мужність і самовіддані дії, виявлені у захисті державного суверенітету та територіальної цілісності України, вірність військовій присязі.